# Лорънс (окръг, Южна Дакота)
Вижте пояснителната страница за други значения на Лорънс.
Окръг Лорънс (на английски: Lawrence County) е окръг в щата Южна Дакота, Съединени американски щати. Площта му е 2073 km², а населението - 25 429 души (2017). Административен център е град Дедуд.